# Jorge Marrale
Jorge Marrale (Buenos Aires, 30 de juny de 1947) és un actor de cinema, teatre i televisió argentí. És conegut per interpretar generalment a vilans.

## Biografia
Va néixer al barri de Barracas però al poc temps la família es va mudar a Lanús. Fill de mare espanyola i pare italià li deu la seva passió per l'art a un oncle calabrès. Va estudiar en una escola secundària industrial i després va començar a estudiar Enginyeria. Però va trobar la seva vocació quan va veure a Vittorio Gassman a L'uomo dal fiore en bocca.
Va deixar la facultat i va entrar al Conservatori d'Art Dramàtic, d'on va diplomar amb un de les millors mitjanes, situació que li va permetre formar part de la Comèdia Nacional al Teatro Nacional Cervantes.
De seguida, van néixer els seus fills grans: Camila i Federico, fruit del primer matrimoni. Marrale es va divorciar. Va tenir un romanç d'alguns anys amb l'actriu María Socas, però la parella es va truncar. A la fi, va començar una relació amb Fernanda Guerrero —assistent social, filla de l'actriu Dorys del Valle i del director Pancho Guerrero—, mare dels seus fills més petits: Franco i Luciano.
Als començaments, per poder subsistir, Marrale va treballar a l'ex Segba i 11 anys a Gas del Estado. Fins que entrats els anys vuitanta, va coincidir amb Boda blanca en teatre i Hombres en pugna a ATC. Va renunciar a l'oficina, però la continuïtat actoral va trigar a arribar. I ho va fer amb alguns programes unitaris i telenovel·les. Els anys noranta van ser, definitivament, dels més destacables de la seva carrera.
El 2018 va assumir la presidència de SAGAI.

## Televisió
| Televisió | Televisió                                   | Televisió                          | Televisió            |
| Any       | Títol                                       | Personatge                         | Canal                |
| --------- | ------------------------------------------- | ---------------------------------- | -------------------- |
| 1978      | Nuestro encuentro                           |                                    | Canal 9              |
| 1979      | Novia de vacaciones                         | Santos                             | Canal 13             |
| 1981      | Romeo y Julieta                             | Paris                              | ATC                  |
| 1981      | Tengo calle                                 | Arturo                             | Canal 9              |
| 1981      | Los miserables                              | Enjorlas                           | Canal 9              |
| 1982      | Después del final                           | Pablo                              | ATC                  |
| 1982      | Los cien días de Ana                        | Ariel De la Fuente                 | ATC                  |
| 1982      | Alfonsina                                   | Pablo                              | ATC                  |
| 1983      | Compromiso                                  |                                    | Canal 13             |
| 1983      | Pero estoy vivo                             | Rodrigo                            | ATC                  |
| 1984      | Paquita Bernárdez                           |                                    | Canal 11 (Argentina) |
| 1984      | El dominó amarillo                          |                                    | ATC                  |
| 1984-1985 | La señora Ordóñez                           | Germán Salas                       | ATC                  |
| 1985      | Extraños y amantes                          | Enrique                            | ATC                  |
| 1986      | Muchacho de luna                            |                                    | ATC                  |
| 1986      | Éramos tan jóvenes                          |                                    | Canal 13             |
| 1986      | Soñar sin límites                           |                                    | ATC                  |
| 1986      | Seis personajes en busca de autor           |                                    | ATC                  |
| 1986      | La ronda                                    |                                    | ATC                  |
| 1987      | Ficciones                                   | Varios Cap.                        | ATC                  |
| 1988      | Contracara                                  |                                    | ATC                  |
| 1989      | Dicepolin                                   |                                    | ATC                  |
| 1989      | Pasión                                      |                                    | TF1                  |
| 1990      | Atreverse                                   | Ep: "Ganas de gritar"- (Alfredo)   | Telefe               |
| 1990      | Alta comedia                                |                                    | Canal 9              |
| 1991-1992 | Cosecharás tu siembra                       | Venanzo Scotti di Velletra         | Canal 9              |
| 1992      | Cuentos de Borges                           |                                    | ATC                  |
| 1992      | Amores                                      |                                    | Telefe               |
| 1993      | Casi todo, casi nada                        | Alfonso                            | Canal 13             |
| 1993      | Alta comedia                                | Alfonso                            | Canal 9              |
| 1993      | ¿Dónde queda el paraíso?                    |                                    |                      |
| 1994      | Tierra de pasiones                          |                                    | Canal 9              |
| 1994      | Leandro Leiva                               |                                    | Canal 9              |
| 1994-1996 | Alta comedia                                | Varios                             | Canal 9              |
| 1994      | Nueve lunas                                 |                                    | Canal 13             |
| 1995      | Poliladron                                  | José "Príncipe" Donoso             | Canal 13             |
| 1995      | La hermana mayor                            |                                    | Canal 9              |
| 1995      | Cybersix                                    |                                    | Telefe               |
| 1996      | Los especiales de Doria                     | Ep: "Historia de un amor turbio"   | Telefe               |
| 1996      | Los especiales de Doria                     | Ep: "La salud de los enfermos"     | Telefe               |
| 1996      | Homenaje al Teatro Nacional Contemporáneo   | Ep: "Los días de Julián Bisbal"    | Canal 9              |
| 1997      | El garante                                  |                                    | Canal 9              |
| 1998      | Fiscales                                    | Dante Salaberry                    | Telefe               |
| 1999-2000 | Vulnerables                                 | Guillermo Segura                   | Canal 13             |
| 2001      | Los médicos de hoy 2                        | Ignacio Morel                      | Canal 13             |
| 2002      | El día que                                  | Conductor                          | Azul TV              |
| 2002      | Tiempo final                                | Ep: "Cruce de ruta"                | Telefe               |
| 2002-2003 | Máximo corazón                              | Arturo López Paz                   | Telefe               |
| 2004      | Jesús, el heredero                          | Joaquín Sánchez Alé                | Canal 13             |
| 2004      | Epitafios                                   | Costas                             | HBO                  |
| 2005      | Doble Vida                                  | Leonardo Saravia                   | América TV           |
| 2006      | Algo habrán hecho por la historia argentina | Leandro N. Alem                    | Telefe               |
| 2007      | Los cuentos de Fontanarrosa                 |                                    | Canal 7              |
| 2008      | Vidas Robadas                               | Ástor Monserrat                    | Telefe               |
| 2009      | Acompañantes                                | Norberto Origoli                   | Telefe               |
| 2013      | Historias de diván                          | Manuel Levín                       | Telefe               |
| 2013      | Historias de corazón                        | Marcos (Ep: "El gran ilusionista") | Telefe               |
| 2013-2014 | Taxxi, amores cruzados                      | César Moretti / Aaron Mattsson     | Telefe               |
| 2015      | Conflictos modernos                         |                                    | Canal 9              |
| 2015      | Variaciones Walsh                           | Mayer                              | TV Pública           |
| 2016      | Estocolmo                                   | Alfredo Santa Cruz                 | Netflix              |
| 2018      | Rizhoma Hotel                               | Raúl                               | Telefe               |
| 2020      | Submersos                                   | Delegado Darío Villar              | Paramount Network    |
| 2020      | Post mortem                                 | Jefe del Fiscal                    | Cablevisión Flow     |
| 2022      | María Marta, el crimen del country          | Carlos Carrascosa                  | HBO Max              |
| TBA       | Una razón para vivir                        | TBA                                | Telefe               |

## Teatre
| Obra                         | Obra                  | Obra               | Obra |
| Título                       | Autor                 | Director           |      |
| ---------------------------- | --------------------- | ------------------ | ---- |
| Boda blanca                  | Rosewicz              | L. Yusem           |      |
| Noches blancas               | Fiódor Dostoievski    | H. Urquijo         |      |
| Sueño de una noche de verano | W. Shakespeare        | R. Graziano        |      |
| Vincent y los cuervos        | Pacho O’Donell        | V. Mayol           |      |
| Knepp                        | Goldenberg            | Laura Yusem        |      |
| Los compadritos              | Roberto Cossa         | Villanueva Cosse   |      |
| El gran soñador              | L. Jelín              | L. Jelín           |      |
| Cartas de amor               | Guernik               | Oscar Barney Finn  |      |
| ¡Oh, querido Tennessee!      | Masllorens i Del Pino | Oscar Barney Finn  |      |
| Los mosqueteros              | M. González Gil       |                    |      |
| Los lobos                    | Agustoni              |                    |      |
| La gaviota                   | Anton Txèkhov         | A. Fernández       |      |
| Closer                       | Patrick Marber        | Mike Gordon        |      |
| El juego del bebé            | Edward Albee          | Roberto Villanueva |      |
| Diccionario amoroso          |                       | V. G. Peralta      |      |
| Pequeños crímenes conyugales | Eric Emmanuel Schmitt | Rubén Szuchmacher  |      |
| Nuestras mujeres             | Eric Assous           | Javier Daulte      |      |

## Cinema

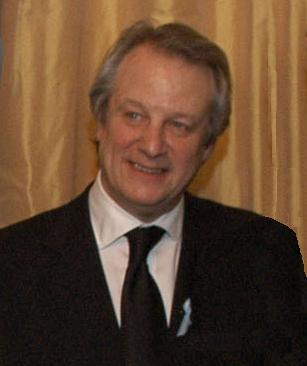
Jorge Marrale en 2007.

| 1979 | Contragolpe                |
| 1984 | Darse cuenta               |
| 1985 | Contar hasta diez          |
| 1985 | La cruz invertida          |
| 1988 | Sinfín                     |
| 1988 | Los amores de Kafka        |
| 1992 | El marido perfecto         |
| 1995 | Geisha                     |
| 1996 | El mundo contra mí         |
| 1997 | Cenizas del paraíso        |
| 1997 | Escrito en el agua         |
| 1998 | El faro                    |
| 1998 | Cómplices                  |
| 1999 | Ojos que no ven            |
| 2001 | Antigua vida mía           |
| 2003 | El día que me amen         |
| 2003 | El séptimo arcángel        |
| 2003 | Soy tu aventura            |
| 2003 | Los esclavos felices       |
| 2004 | Ay, Juancito               |
| 2006 | Las manos                  |
| 2007 | Infamia                    |
| 2007 | Quiéreme                   |
| 2008 | Cordero de Dios            |
| 2008 | Motivos para no enamorarse |
| 2010 | Cómplices del silencio     |
| 2013 | Bomba                      |
| 2015 | Tuya                       |
| 2016 | Maracaibo                  |
| 2017 | La valija de Benavídez     |
| 2017 | Te esperaré                |
| 2020 | Ámbar                      |
| 2022 | Yo, traidor                |

## Premis
Premis Martín Fierro
| Any  | Categoria                             | Programa              | Resultat  |
| ---- | ------------------------------------- | --------------------- | --------- |
| 1992 | Millor actor de repartiment           | Cosecharás tu siembra | Guanyador |
| 1993 | Millor actor de repartiment           | Amores                | Nominat   |
| 2000 | Millor actor protagonista en drama    | Vulnerables           | Nominat   |
| 2001 | Millor actor de unitari i/o minisèrie | Vulnerables           | Nominat   |
| 2002 | Millor actor protagonista de novel·la | Los médicos de hoy 2  | Nominat   |
| 2003 | Millor actor protagonista de novel·la | Máximo corazón        | Nominat   |
| 2005 | Millor actor protagonista de novel·la | Jesús, el heredero    | Nominat   |
| 2006 | Millor actor protagonista de novel·la | Doble vida            | Nominat   |
| 2009 | Millor actor protagonista de novel·la | Vidas robadas         | Guanyador |
| 2010 | Millor actor d’unitari i/o minisèrie  | Acompañantes          | Nominat   |
| 2010 | Millor actor d’unitari i/o minisèrie  | Historias de diván    | Nominat   |

Altres premis
| Any  | Premi                      | Categoria                                     |
| ---- | -------------------------- | --------------------------------------------- |
| 1988 | Premi Biarritz             | Millor actor                                  |
| 1991 | Premi Konex                | Actor dramàtic en ràdio i televisió           |
| 1997 | Premi ACE                  | Millor actor de comèdia                       |
| 1999 | Premis Cóndor de Plata     | Millor actor                                  |
| 2001 | Premi ACE                  | Millor actor de comèdia i/o comèdia dramàtica |
| 2001 | Premio Clarín Espectáculos | Millor actor en teatre                        |
| 2001 | Premi Konex                | Premi Konex de Platino Actor de Televisió     |
| 2006 | Premis Clarín Espectáculos | Millor actor en cinema                        |
| 2008 | Premi ACE                  | Premi ACE de Oro                              |
| 2008 | Premis Clarín Espectáculos | Millor actor de drama en televisió            |
| 2009 | Premis Cóndor de Plata     | Millor actor                                  |
| 2018 | Premis Cóndor de Plata     | Millor actor                                  |